# Referendo constitucional no Quênia em 2010
O referendo constitucional queniano de 2010 foi realizado em 4 de agosto. A nova Constituição é vista como um passo vital para evitar a repetição dos surtos de violência após a eleição presidencial de 2007.

## Pergunta
Suaíli: "Je, unaikubali katiba mpya inayopendekezwa?"
Tradução em português: "Você aprova a nova Constituição proposta?"

## Resultados

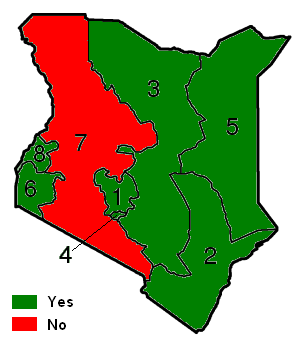
Resultados por província

Com 6.092.593 de votos (68,55% do total) pra o sim foi aprovado para as mudanças constitucionais, contra 2.795.059 votos (31,45%) a favor do não, além de 218.633 (2,40%) de brancos e nulos.